# Prochownia w Stargardzie
Prochownia w Stargardzie - budynek położony w południowej części Starego Miasta, nad korytem Iny pomiędzy Basztą Jeńców a Basteją przy Prochowni.
Budowla została wzniesiona w XVI wieku, pierwotnie przeznaczona była do przechowywania prochu i broni. W II połowie XVI wieku wykorzystywana była jako areszt. Prochownia jest budowlą jednokondygnacyjną, bezpośrednio przylegającą do murów obronnych. Korzystanie z pierwszej kondygnacji otworów strzelniczych muru umożliwiała hurdycja biegnąca wzdłuż murów.